# Aegidium reichei
Aegidium reichei är en skalbaggsart som beskrevs av Preudhomme de Borre 1886. Aegidium reichei ingår i släktet Aegidium och familjen Hybosoridae. Inga underarter finns listade i Catalogue of Life.